# 雙虎屠龍
《雙虎屠龍》是一部1962年由約翰·福特執導、心理戲型式的經典西部片，為約翰·福特後期生涯的代表作品。詹姆斯·史都華、約翰·韋恩主演。藉由史都華及韋恩角色之間的友誼及矛盾，呈現西部社會從力強者勝，變遷至文明法治的歷史進程。

## 情節
1870年代，從美國東岸來的青年律師倫森·「倫斯」·史塔德（詹姆斯·史都華）在前往西南部領地的一座城鎮的路途上。堅信法治、在美國蠻荒西部也沒帶槍的他，卻被盤據在鎮裡的暴徒理貝特·瓦朗斯（李·馬文）攻擊受傷。倫斯獲救到達城鎮上，因此結識本領高強的農場主湯姆·唐納芬（約翰·韋恩）。倫斯希望能以法律制裁理貝特，湯姆卻告知他：在這裡，槍即是法律；一個像他一般初到西部的外來客，不用槍將無法保護自己。湯姆及其他城裡較善良的居民，也認為力強者勝的觀念理所當然。
倫斯所受的高等教育在這座城鎮沒有用武之地。他先在酒吧找了份工作。理貝特回來後，仍舊在所有酒吧、餐廳鬧事，還三番四次的挑釁侮辱倫斯。倫斯容忍了下來，「沒有人能幫忙打我的仗」，他拒絕想要助拳的湯姆。
湯姆一向愛慕的女子哈麗（薇拉·邁爾斯），因為渴望受教育、想要出去見世面，所以逐漸被倫斯吸引。倫斯決定籌辦學校，並得到原本平庸報紙主編的協助成事。一些兒童及成年人、包括湯姆農場的雇員都來就學。湯姆對此表示懷疑與不屑，有一次還打擾倫斯上課，告訴他理貝特又殺了兩名農民。
理貝特背後有大地主撐腰，他們想脅迫居民選理貝特為出席前往領地首府會議的市民代表，以試圖阻礙該處領地升格為州，防止政府公權力削弱他們的勢力，並延續對民眾的宰制。可是倫斯教民眾讀書識字，也帶來基本的公民教育、以及人生而平等的觀念；呼籲民眾不要懼怕惡勢力、投票選擇建州以保衛自己的土地和牧場。他的知識和勇氣開始逐漸受到部分人民的尊敬和喜愛。投票結果，倫斯與報紙主編被選為市民代表，落選的理貝特向倫斯挑戰決鬥。
隨著城鎮居民的教育越來越普及，報業新聞的價值與力量也逐漸發揮。報紙主編因為抨擊理貝特的暴行，被理貝特打成重傷。倫斯聞訊後，決定要與理貝特決鬥，但他是一位從不用槍、也不會用槍的讀書人。決鬥結果是理貝特被殺，令所有人大為驚訝。負傷的倫斯去看哈麗，他們的感情越來越升溫。妒火如焚的湯姆喝酒發狂，燒掉了他原本為了想迎娶哈麗而蓋的房子。
倫斯成為「解決理貝特·瓦朗斯的英雄」（The Man Who Shot Liberty Valance，英文片名由來），賓服了所有惟力是視的民眾。在遴選前往華盛頓出席建州會議的代表時，他又再次勝出。不過倫斯卻為自己殺人而感到內疚（儘管是事先有約的決鬥）。湯姆後來讓倫森知道，是湯姆潛伏在暗中，與倫森同時扣下扳機，用來福槍打死了理貝特·瓦朗斯。
湯姆明明知道這一槍暗助情敵下去，哈麗的心再難挽回；自己會妒發如狂；自己在城鎮上的聲望將被取代。屬於湯姆的時代終將過去，民眾最尊敬的人變成是倫斯這種高知識份子與賢明的政治家，而不再是向湯姆這般槍法高明、能在力強者勝法則生存下來的牛仔。但為了哈麗的幸福，湯姆還是這麼作了。
倫斯贏得的英雄聲名，使他得以放手施展抱負。與民謀福利的倫斯得到的尊敬與日俱增，先後當選眾議員、建州後首任州長、參議員，帶著妻子哈麗前往華盛頓上任；到了1910年代，甚至成為呼聲最高的副總統人選。湯姆則退隱起來，最後在孤獨中凋零。
倫森·史塔德是帶來民主、法治、文明及教育的英雄。然而他與哈麗都感念捨己為人的無名英雄湯姆·唐納芬。得知湯姆去世的消息後，他們專程回來悼祭他。當倫斯被記者詢及何以兼程趕回參加一位普通牛仔的葬儀，他向記者和盤托出所有前因後果。記者聽完全部故事後，拒絕將其刊登，並把紀錄的筆記紙燒掉。因為他認為倫斯已經從虛構的英雄變成實際上的英雄，「當傳奇成真時，就記載傳奇」。

## 制作
電影以黑白畫面拍攝，不同於福特於派拉蒙公司同時期的作期，如《搜索者》為彩色電影，且片中充滿著廣大遼闊的西部風景。由於經費有限，派拉蒙公司執行長A.C. Lyles堅持福特導演做一些人事成本削減，以完成一部低成本的電影。福特提出一個合約來拍攝此部電影，不管可運用的經費有多少((這是一個令人困惑的方案，因為有著電影界中最有票房保證的大咖演員詹姆斯·史都華、約翰·韋恩，這也是他們第一次合作主演電影)。李·馬文在影片訪談中提到，福特導演明白若拍攝成彩色影片，將不會有如此成效，因為片中氛圍及陰影部份的使用將不利黑白畫面的構成。
雖然早已成為廣被欽佩的電影人，長期合作的演員福特聞名著施些手段於合作的演員上，有時使用某種心理戰來讓演員能發揮最佳的演技。詹姆斯·史都華時常說著一個關於福特讓他看起來像是個族主義者，因而他感覺尷尬的故事。被福特問到他的片中演員伍迪·史崔德的外形，一個非裔美人、灰髮、穿著馬褲戴著帽子，史都華評論著"它看起來有點像 Uncle Remus 類型"。福特叫著所有組員注意聽著"我們其中一位演員有著不喜歡史崔德的服裝，不喜歡史崔德，也可能不喜歡黑人"。史都華享受著如此嘲弄，如此風度，史崔德尊稱"不管在世界何地，史都華都會是你遇見的最好的一個人"。
但福特著名的刺人的言語有時會感到很痛苦的。韋恩曾和福特合作過很多作品，關係相當密切。然而，韋恩時常成為福特導演惡毒言論的標靶。史崔德聲稱福特持續嘲諷著關於Duke(約翰·韋恩匿稱)無法成為一名美式足球球員，而史崔德的確曾為一名美式足球員(韋恩因傷而放棄美式足球生涯)。
福特對於韋恩沒去二戰從軍，而史都華卻貴為二戰英雄，也有所責備："有多少財富是Jimmy(史都華)度過危急二戰生活中獲得到的?(意指Stewart成為高聲望的戰爭英雄) " 相對的，韋恩的閃掉兵役，導致了批評他眾多罪惡言論的來源。
福特的行為致使韋恩重大的心理挫折，進而遷怒於史崔德，韋恩曾相信他們倆曾為好友。片中有一幕場外戲，韋恩駕駛著馬車，幾乎失去控制，史崔德的試著幫忙，卻被撞開。當馬車一停下，韋恩幾乎和史崔德幹起架來。福特給他時間冷靜下來，沒多久，韋恩說著他們兩個必須同心協力一起工作。史崔德責怪福特對待韋恩的行為，產生了麻煩，但也大大地增加了這部電影悲傷的氣氛。

## 評價
- 本片因為兩大巨星、以及經典的故事題材，在上映當年得到票房佳績。至今仍一再在美國電視頻道重播，也是出租片市場的熱門。
- 《雙虎屠龍》與1939年的《驛馬車》、1946年的《俠骨柔情》、1956年的《搜索者》並列，在約翰·福特執導的眾多著名西部片中，被認為是拔乎其萃的巔峰之作。
- 西部片導演塞吉歐·李昂尼表示約翰·福特影響他至深，其中《雙虎屠龍》又是他最喜歡的作品。李昂尼特別欣賞本片的悲劇色彩。
- 本片得到1963年奧斯卡金像獎的最佳服装设计奖提名。
- 本片及其導演、製片人、編劇、主要演員，共同得到1963年美國國立牛仔與西部史蹟博物館（英语：National Cowboy & Western Heritage Museum）頒發的「西部文化資產獎」。
- 《雙虎屠龍》因為其「文化上、歷史上、美學上」的重要價值，被選為美國國家電影保護局指定收藏。

## 演員排名
兩大巨星詹姆斯·史都華、約翰·韋恩聯合主演本片。約翰·福特在一次受訪中坦言，他個人比較希望將當時與他已有34年交情、20次合作、專攻西部片而最為知名的約翰·韋恩，放在演員名單首位。最後不尋常的安排決定是：電影海報、電影及電視上映的預告片中，史都華的肖像及姓名均排在韋恩之上；電影正片裡，韋恩的姓名則出現在史都華之前。
詹姆斯·史都華、約翰·韋恩在現實中也是多年老友。1976年，在約翰·韋恩生平最後一部作品，西部片《神槍手》中，史都華亦有客串演出。

## 其他故事背景
- 電影並未明確顯示其時間與地點。從影片中出現的巨人柱仙人掌、以及台詞中的一些俚語，可以推測場景是設定在亞利桑那州或科羅拉多州。電影中，學校教室懸掛的美國國旗有38顆星。1876年8月1日，科羅拉多州成為美國第38個州；直到1889年11月2日，北達科塔州才成為美國第39個州；亞利桑那州則是在1912年2月14日才加入美國聯邦。
- 部分本片電影配樂係採自約翰·福特1939年的作品《少年林肯》，由亞弗列德·紐曼作曲。倫斯顯示與林肯相似的背景：律師出身，成為廣泛受到尊敬的政治家，最後還會當選總統。但是同樣的配樂，在《少年林肯》表現的是林肯與其早年女友Ann Rutledge失落的愛，在《雙虎屠龍》則是湯姆對哈麗失落的愛。
- 電影情節中，惡霸理貝特從酒吧出來，第一次遇到倫斯前，理貝特手上正握著一副5張的撲克牌──美國西部歷史上著名典故，被稱為「死人之手（英语：Dead man's hand）」的撲克牌型──黑桃A、梅花A、黑桃8、梅花8各一。典故源自於美國西部真實傳奇人物「狂野比爾」希科克（英语：Wild Bill Hickok），他在1876年8月2日賭牌時，被仇家從背後放冷槍。希科克中彈身亡時，手上正握著這樣一副5張的牌，第5張牌已不可考。

## 外部連結
- IMDB on The Man Who Shot Liberty Valance （页面存档备份，存于）
- Rotten Tomatoes on The Man Who Shot Liberty Valance （页面存档备份，存于）
- filmcritic.com on The Man Who Shot Liberty Valance （页面存档备份，存于）